# ماريا دبليو. ستيوارت
ماريا دبليو. ستيوارت (بالإنجليزية: Maria W. Stewart)‏ هي كاتِبة وصحفية أمريكية، ولدت في 1803 في هارتفورد في الولايات المتحدة، وتوفيت في 6 فبراير 1880. نشرت ذا ليبراتور كتيبين بقلم ستيوارت: الدين والأسس النقية للأخلاق: الأساس الراسخ الذي يجب علينا اعتماده، وتأملات بقلم السيدة ماريا ستيوارت. نشر الأول في عام 1831، وفيه دعت ستيوارت إلى إلغاء العبودية والاستقلال الذاتي للسود، بينما نشر الثاني في عام 1832، وفيه كتبت سيتورات تأملاتها الدينية. في فبراير 1833، ألقت ستيوارت في المحفل الماسوني الإفريقي في بوسطن خطابًا، وهذا أنهى مسيرتها القصيرة في إلقاء المحاضرات بعد فترة وجيزة. تسبب ادعاءها بأن الرجال السود يفتقرون إلى الطموح والشجاعة المطلوبة في إثارة ضجة بين الجمهور، ولهذا قررت ستيوارت التوقف عن إلقاء المحاضرات. بعد سبعة أشهر، ألقت خطاب وداع في حجرة الدراسة في دار الاجتماعات الإفريقي (كنيسة بولس). انتقلت إثر ذلك إلى مدينة نيويورك، ثم إلى بالتيمور، وأخيرًا إلى واشنطن العاصمة، لتعمل مدرسة ثم رئيسة للممرضات في مستشفى فريدمن، حيث توفت في النهاية.

## مؤلفاتها
كانت ستيوارت في مؤلفاتها المتعلقة بمعاناة الزنوج مقنعة للغاية. قالت: «لكل رجل الحق في التعبير عن رأيه. ولكن بسبب لون بشرتك التي يشوبها اللون الأسمر، يعتقد الكثيرون أنك من الكائنات الدنيا... لم لا تقول دودة لأخرى: ابقِ في الأسفل، بينما سأجلس هنا، لأني أفضل منك. ليس لون الجلد ما يصنع الإنسان، بل المعتقد القابع في الروح». 

علمت ستيوارت أن تعليم عرقها حول الرب والوطن سوف ينتشله من الجهل والفقر. أعربت عن قلقها حول الظروف الحالية للأمريكيين الأفارقة وخلاصهم الأبدي وحثتهم على تنمية مواهبهم وفكرهم وعلى عيش حياة تقودها الأخلاق والفضيلة، وتكريس أنفسهم لمناهضة العنصرية. دفعت ستيوارت جمهورها للاقتداء بشجاعة الحجاج والثوار الأمريكيين في المطالبة بالحرية، ونصحتهم بتأسيس مشاريع خاصة كمحلات البقالة والكنائس لدعم مجتمعهم. مع ذلك، لم تلقَ آراء ستيوارت المتطرفة استحسان جمهورها. قال لها وليم لويد غاريسون:
لقد كرست حياتك للمهمة النبيلة المتمثلة في تثقيف شعبك وتطويره، والتعاطف معهم في محنتهم، ومساعدتهم في احتياجاتهم؛ وعلى الرغم من تقدمك في السن، ما زلت مندفعة بروحك الشابة، تسعين جاهدةً لتقدمي ما لديك لمساعدة المنبوذين وإرشاد التائهين للصواب وإصلاح منحلي الأخلاق وانتشالهم. في هذا العمل المبارك، قد تكونين حصلت على مساعدة سخية ممن وجهتي إليه مناشداتك الخيرية، ومن يمتلك الوسائل اللازمة لكفاءة مساعيك. 
لقد أرادت مساعدة مجتمع السود ليطورا أنفسهم ويحسنوها، بينما يشقون طريقهم في بلد يعتبر قهر الزنوج هو القاعدة.

## الموت والإرث
توفيت ستيوارت في مستشفى فريدمن في 17 ديسمبر 1879، ودفنت في مقبرة غريسلاند التي أغلقت بعد عقدين من الزمن عقب منازعات قضائية مكثفة، واستخدمت معظم الأراضي فيما بعد لبناء سكة حديد واشنطن الكهربائية. يذكر التقويم الليتورجي للكنيسة الأسقفية (الولايات المتحدة الأمريكية) ماريا ستيوارت مع وليم لويد غاريسون سنويًا في 17 ديسمبر.

أضيف كتابات ستيوارت إلى مجموعة: «بنات أفريقيا: مقتطفات دولية من كلمات وكتابات النساء الإفريقيات». حررت مارغريت باسباي (1992) المجموعة، واستوحت عنوانها من خطاب ستيوارت الذي ألقته عام 1831، وقالت فيه:
«يا بنات إفريقيا، أفقن! أفقن! انهضن! لا وقت للهجوع والرقاد بعد الآن. ميّزن أنفسكن، واجعلن العالم يرى قدراتكن العظيمة السامية».

## وصلات خارجية
- ماريا دبليو. ستيوارت على موقع الموسوعة البريطانية (الإنجليزية)